# Cerapachys dumbletoni
Cerapachys dumbletoni é uma espécie de formiga do gênero Cerapachys.